# خالد أحمد الصالح
خالد أحمد عبد الله الصالح (27 أكتوبر 1953 في المرقاب بالكويت)، دكتور طبيب وأول طبيب خليجي متخصص بالعلاج الإشعاعي، أديب له أربعة مجاميع قصصية وله عامود اسبوعي في جريدة الوطن اليومية، وعامود في مجلة حياتنا الشهرية، وله 40 بحثاً علمياً في مجال العلاج الإشعاعي والإورام.
رئيس تحرير مجلة الأورام الخليجية (بالإنجليزية: The Gulf Journal of Oncology  (GJO) )‏ وهي أول مجلة خليجية محكمة دولياً.
ويتم نشرها عبر المكتبة الألكترونية في PubMed & INDEX www.gffcc.org/journal
نشاطه الأدبي يدورحول كتابة القصة القصيرة حيث نشر له حتي الآن أربعة مجاميع بالأضافة الي عدة قصص قصيرة في مجلة البيان الكويتية وهي مجلة تصدرها رابطة الأدباء الكويتية
| العنوان                       | تاريخ الإصدار       | الناشر                       |
| ----------------------------- | ------------------- | ---------------------------- |
| " جريمة في الحي الشرقي "      | أصدرت في العام 1992 | دار مطابع الخط               |
| " انتحار عبد الجبار البابلي " | أصدرت في العام 1996 | دار سعاد الصباح              |
| الأســير                      | أصدرت في العام 2001 | شركة الربيعان للنشر والتوزيع |
| الخــوف                       | أصدرت في العام 2006 | منشورات النور – بيروت        |
| مختارات من سنين باقية         | أصدرت في العام 2013 |                              |

أسلوبه الأدبي يميل نحو الجملة القصيرة والواقعية بالإضافة الي نزعته الأدبية التي تميل الي المفاجأة في نهاية الحدث، كونه طبيب ساعده على التعمق في خواطر النفس البشرية فأنعكس ذلك جليا في مجموعته انتحار عبد الجبار البابلي، ورد اسمه ضمن الأدباء الكويتيين الذين تم تسليط الضوء عليهم في كتاب وزارة الثقافة السورية الذي يتناول ادباء الكويت
تقلد عدة مناصب إدارية فهو حالياً:
- أمين عام للاتحاد الخليجي لمكافحة السرطان مقره في قطر
- أمين عام للاتحاد العربي للوقاية من الإدمان ومقره بالقاهرة.
- رئيس رابطة الأورام الكويتية
- أمين عام مساعد في رابطة الأطباء العرب لمكافحة السرطان.

## له عدة مؤلفات
• كتاب الإدمان مرض العصر
```
  طبعة اولي 2002 - طبعة ثانية 2006- طبعة ثالثة 2007
```

• كتاب الطب التلطيفي
```
 طبعة اولي2003-طبعة ثانية 2005-طبعة ثالثة 2007 – طبعة رابعة 2009
```

• ترجمة كتاب الأورام السريريه (1999) المركز العربي للمطبوعات الصحية)

## جوائز تقديرية
- حصل على جائزة وزارة التربية في القصة القصيرة على مستوي المدارس المتوسطة المركز الأول عام 1968
- تكريم من الاتحاد العربي للوقاية من الإدمان عامي 1995 -1999
- تكريم رابطة الأطباء العرب لمكافحة السرطان عام 2007
- تكريم الأمانة العامة للأوقاف لحصوله على جائزة الكويت الأولي للتطوع عن المجال الثاني (الجهود التوعوية والخدمات المجتمعية والمبادرات الاجتماعية) - فئة الأفراد 2010
- حاصل على جائزة تكريمية كرائد من رواد العمل الاجتماعي على مستوى دولة الكويت من وزارة الشئون الاجتماعية والعمل عام 2012
- حاصل على جائزة الكويت لمكافحة السرطان والمقدمة من منظمة الصحة العالمية (المكتب الإقليمي لشرق المتوسط) عام 2013[3]
- جائزة من جمعية زهراء لسرطان الثدي تقديراً لجهوده الخليجية في التوعية بسرطان الثدي، أكتوبر 2015[4]
- حصل على جائزة الشيخ صباح الأحمد للتميز الطبي 2020 من الجمعية الطبية الكويتية، الكويت سبتمبر 2020.[5]